# Enea Sbarretti
Enea Sbarretti (Spoleto, 27 gennaio 1808 – Roma, 1º maggio 1884) è stato un cardinale italiano.

## Biografia
Era figlio di Carlo Sbarretti e di Maddalena Bonafede e zio del futuro cardinale Donato Raffaele Sbarretti Tazza.
Nel 1832 si laureò in utroque jure presso l'Università "La Sapienza" di Roma.
Fu segretario di Giovanni Maria Mastai Ferretti quando il futuro papa era arcivescovo di Spoleto e suo vicario generale quando era vescovo di Imola. Nel 1846 divenne prelato domestico di Sua Santità. Nel 1848 fu segretario del Consiglio dei Ministri. Dal 1855 al 1877 fu segretario della Sacra Congregazione dei Vescovi e dei Religiosi.
Pio IX lo elevò al rango di cardinale nel concistoro del 12 marzo 1877 con il titolo di cardinale diacono di Santa Maria ad Martyres.
Partecipò al conclave del 1878 che elesse papa Leone XIII.
Morì a Roma il 1º maggio 1884 all'età di 76 anni. Dopo le esequie, la salma venne tumulata nel sacello di Propaganda Fide nel cimitero del Verano.